# Google ストリートビュー

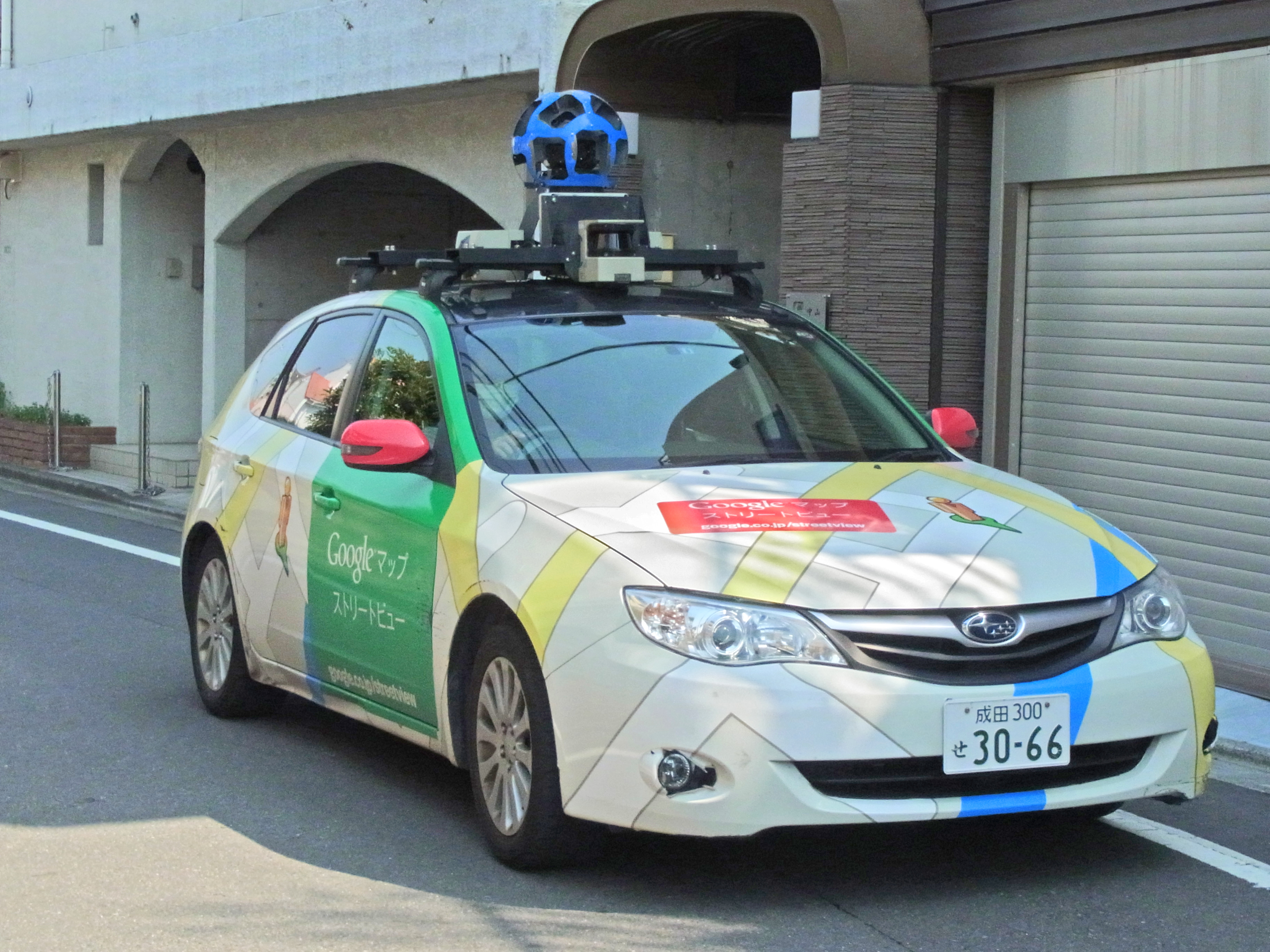
撮影用の自動車（スバル・インプレッサ）。屋根の上に、GPSユニットと、前と左右方向へのレーザスキャナ、全方向撮影用のカメラユニットを載せている。2014年。

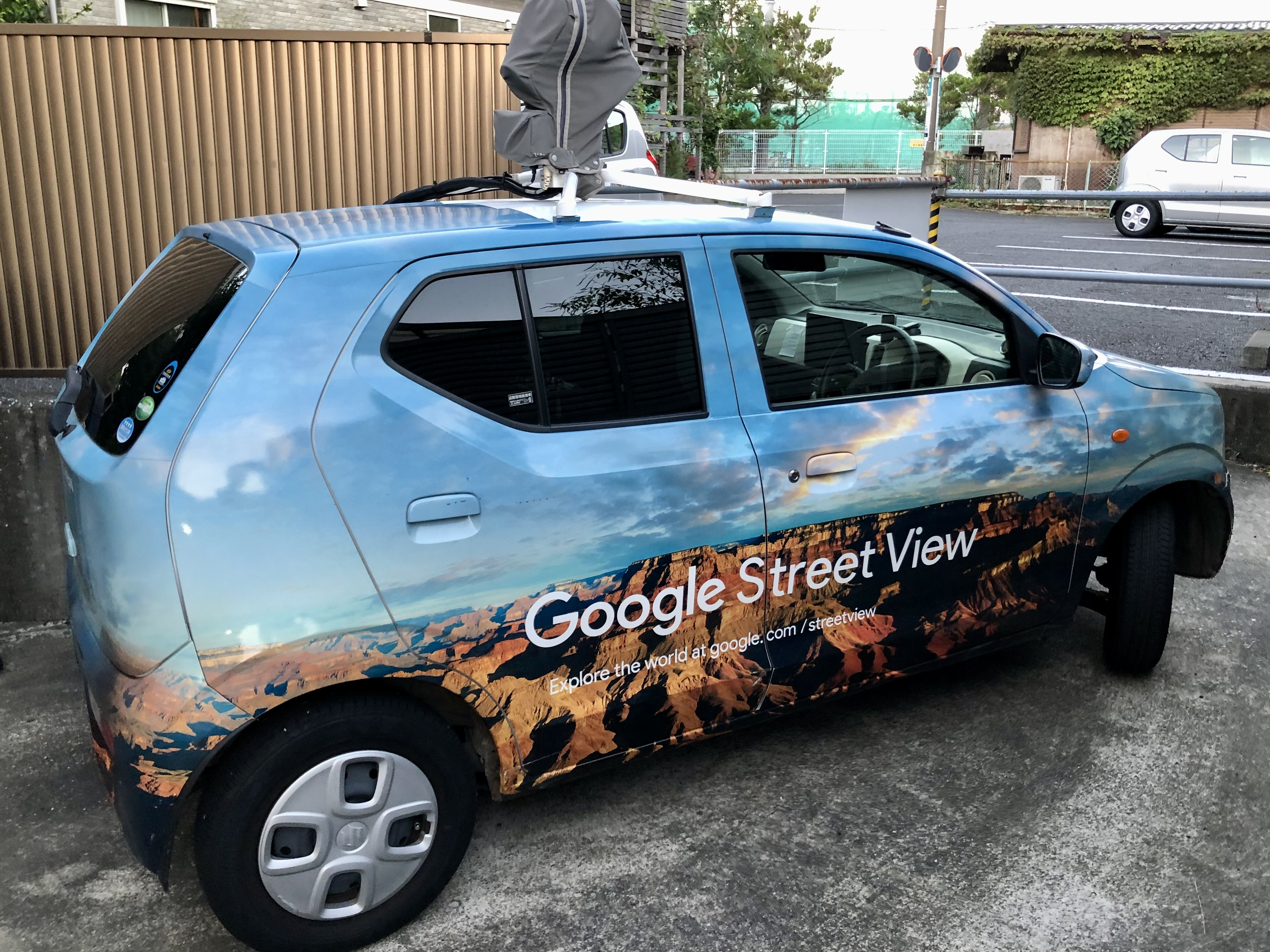
スズキ・アルトの撮影車。2022年。

Google ストリートビュー（グーグル ストリートビュー、英語: Google Street View）は、Googleが2007年5月25日から開始した、世界中の道路沿いの風景をパノラマ写真で提供するインターネットサービスと、屋内版の撮影サービスである旧Google インドアビュー（日本国外では、Google Business View）を含めた総合的なブランド名称である。
道路版で提供されている画像は、専用に開発された、グーグルカーと呼ばれる自動車で各地を走行しながら、その屋根に搭載した全天球カメラで地上約2.45メートルから撮影している。自動車が入れない場所では撮影機材を三輪自転車（ストリートビュートライク）やスノーモービルに乗せて撮影し、それらでも走れない場所では人が撮影機材（トレッカー）を背負って歩きながら撮影している。屋内の撮影では、ストリートビュートロリーと呼ばれる手押し車タイプの撮影車を使うこともある。また水上では、船に撮影機材を搭載した船上トレッカーを使って撮影される。
撮影エリアは世界中の都市や郊外をカバーし、南極の一部や海中のごく一部の画像も見ることができる。日本では都市や住宅地に加えて、離島や富士山などの登山道もカバーしている。
屋内版は、一眼レフカメラに魚眼レンズを付け、専用の台座を使い、三脚に乗せて撮影をする。簡易型のRICOH THETAのような360°カメラでも撮影は可能である。Googleが直接撮影するパターンと、施設側が撮影費用を負担したうえでGoogleの認定を受けた認定フォトグラファーが撮影をするパターンがある。2018年4月現在、日本国内には1,320の認定フォトグラファーが存在する。

## 概要

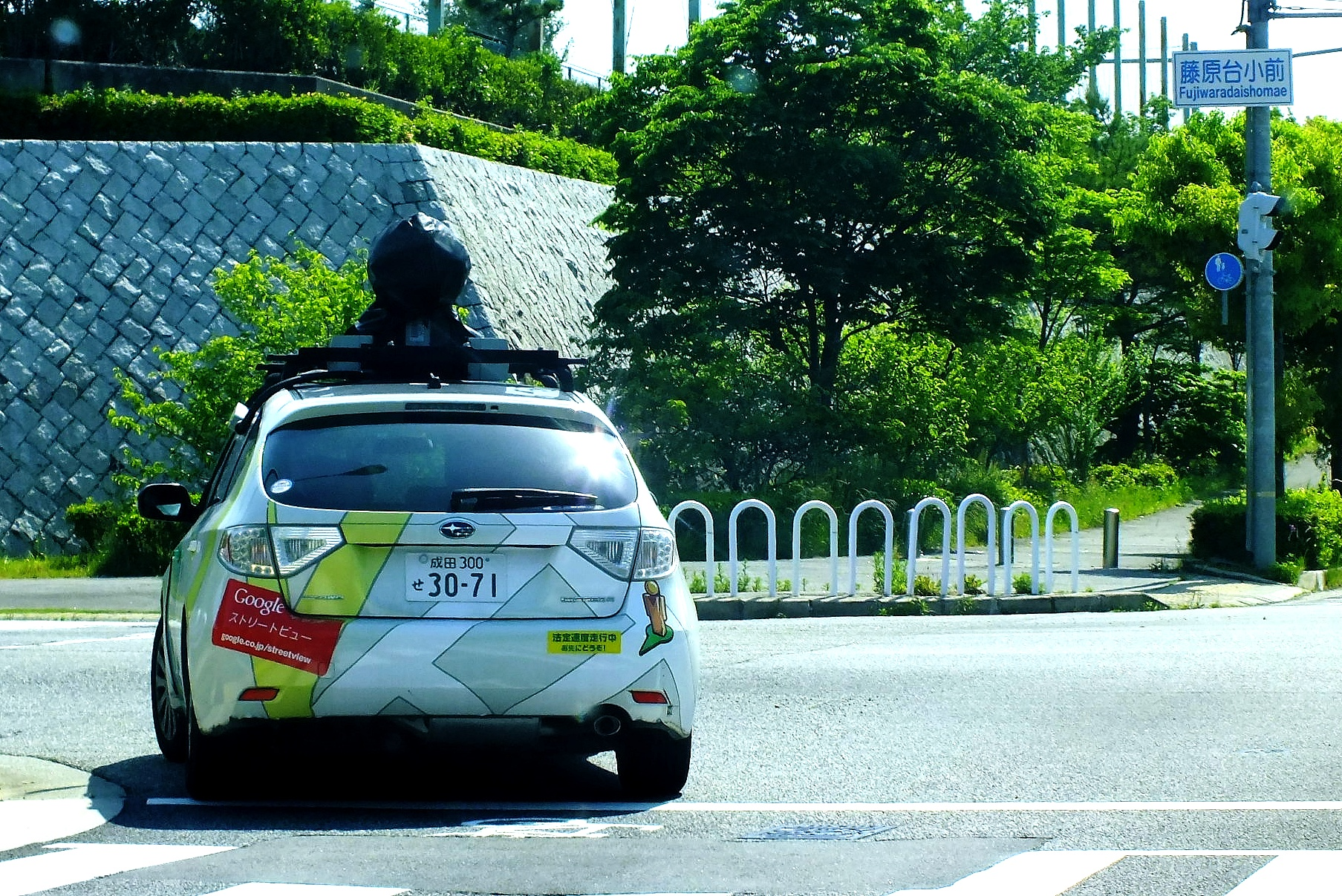
神戸市立藤原台小学校前を走行中のGoogle ストリートビューカー

ストリートビュー機能は、Google マップおよび Google Earth 上で利用できる。Google マップでは、利用可能な地域に地図を合わせることで、縮尺の調節バーの上の人型のアイコン（ペグマン、英語: Pegman）が黄色に点灯する。この状態でペグマンを地図上にドラッグすると、ストリートビューの提供されている道路が青色で表示されるので、そこにアイコンを配置（ドロップ）することで、風景を閲覧できるビュアー画面に切り替わる。ビュアーでは、路上風景のパノラマ画像が表示され、地図はその右下に表示される。パノラマ画像内の道路の上に黄色いラインと矢印が表示されるので、矢印をクリックすることで直接位置を移動できるほか、画像の拡大や縮小、全画面表示、マウスによる視点の変更が可能。Google Earth の場合は、まず Street View レイヤーを有効にするとマップ上に黄色いカメラのアイコンが表示され、そのアイコンをダブルクリックするとビュアーが起動して風景が表示される。さらに、過去のストリートビューを見られる機能もある。
車載カメラは3次元方向のほぼ全周（水平方向360度、上下方向290度）を撮影しているため、パノラマ画像上でマウスをクリックするか、キーボードを操作してポインタを動かすことで、上下（仰角・伏角）・前後・左右へと視野を移動させたり、ズームアップやズームアウトさせたりすることもできる。パノラマ画像内の道路に沿って表示されている線はカメラを積んだ車両が撮影しながら動いた経路であり、利用者はこれに沿ってパノラマ画像内の先や手前へ視点を動かすこともできる。ただし撮影された当時の状況を確認することはできるものの、航空写真ほど頻繁には内容が更新されないので、必ずしも最新の建物や道の状態などを確認できるわけではない。
特定地点の特定アングルのパノラマ画像を他人と共有したい場合、その画像を印刷したり、URLをメールに貼りつけて送ったり、自ら管理するウェブサイトにHTMLを貼りつけて表示させたりすることができる。
サービス開始時点ではアメリカ合衆国の5都市の路上風景だけが対象であったが、その後アメリカ全土をはじめ、世界各国へとサービス範囲を拡大している。一方で、車載カメラからは路上にいる人々の顔や、塀や窓の中の様子までが見えてしまうため、各国でプライバシーをめぐる論争を起こしている。2023年には中古車販売店のビッグモーターが街路樹に無許可で除草剤を散布していたことが本サービスで明らかになった。

## 撮影方法

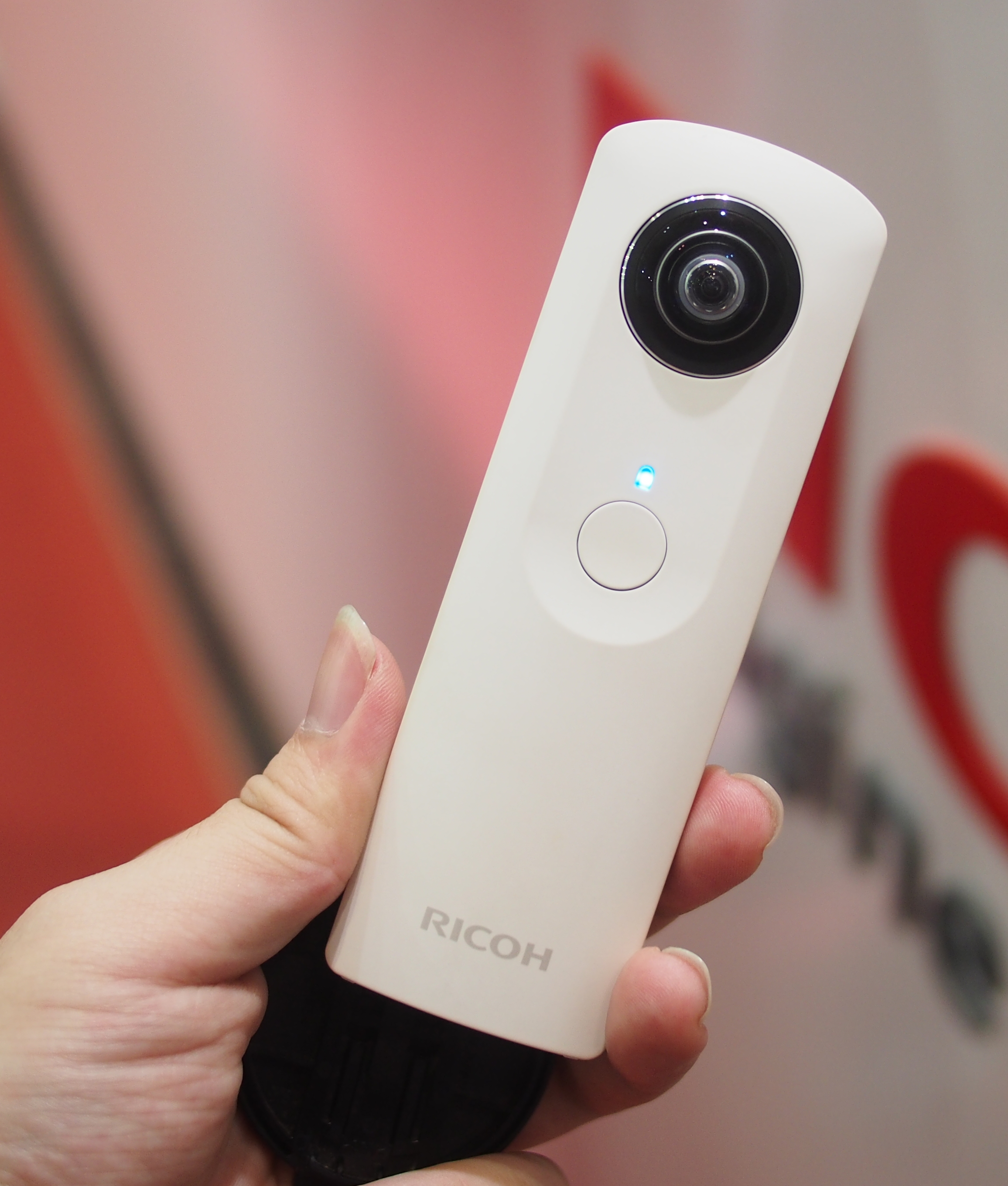
RICOH THETAは、Photo Sphereに対応したカメラのひとつである

ストリートビューカー（自動車）
車道を撮影用に改造した自動車で走行しながら屋根に搭載した全天球カメラ撮影をしている。撮影と同時にGPSで撮影位置と前と左右に向けたレーザースキャナーで建物の形状を撮影している。
使用されている車は、日本国内ではかつてはトヨタ・プリウスやスバル・インプレッサスポーツ（GH型･GP型）が使用されてきたが、近年は狭隘路での撮影を容易にするため軽自動車のスズキ・アルトを使用している。北米ではシボレー・コバルトやトヨタ・プリウス、スバル・インプレッサスポーツ、ヨーロッパではオペル・アストラ（オーストラリアやニュージーランドではホールデン・アストラ）、ブラジルではフィアット・スティーロなどの自動車で、車体中心より220 cm上に取り付けられたカメラで撮影。自動車で通行できる場所のほとんどはこのような方法で撮影されている。車体デザインは、以前は紺色などの車体に小さなロゴステッカーマグネットシートを貼り付けた程度だったが、2012年冬頃からは周囲にストリートビューカーと分かるようラッピングシートで覆うようになっている。
ストリートビュー トライク（自転車）
自動車が通行できない場所（大学、観光施設、遊園地など）では専用に改造された三輪自転車（トライク）に搭載されたカメラが用いられている。
トレッカー（徒歩）
重量約20キログラムの背負子式の撮影機材を人が背負って登山道などを歩いて撮影を行う。主な撮影者はボランティアで、Googleが希望者への貸出を行っている。
トロリー（手押し車）
美術館や店舗などの屋内の撮影に使われている。
船上トレッカー（船）
三陸海岸では漁船、航路ではフェリーに機材を設置して撮影している。
その他
水上や雪上の走行条件の限られた場所の撮影ではスノーモービルや水上オートバイを使用している。
利用者自身による撮影
Googleストリートビューのような360度パノラマ画像を利用者自身が撮影してGoogle マップで公開できるよう、スマートフォンアプリPhoto Sphere（フォトスフィア）という機能も提供されている。これによって店舗や観光地などで、利用者独自のストリートビューを公開することができる。この機能を利用するには、Photo Sphereに対応したカメラアプリ、基準を満たすメタデータが埋め込まれたパノラマ画像、またはRICOH THETAなどの対応したカメラ機器のいずれかが必要となる。

## サービスの拡大の経緯
太字は高画質で閲覧可能であることを表す。斜体の太字は一部高画質で閲覧可能であることを表す。
| 年月日         | 追加された地点 |
| -------------- | --- |
| 2007年5月25日  | サンフランシスコ、ラスベガス、デンバー、マイアミ、ニューヨーク |
| 2007年8月7日   | ロサンゼルス、サンディエゴ、ヒューストン、オーランド |
| 2007年10月9日  | ポートランド、フェニックス、ツーソン、シカゴ、ピッツバーグ、フィラデルフィア |
| 2007年12月10日 | ダラス、ミネアポリス、インディアナポリス、デトロイト、プロビデンス、ボストン |
| 2008年2月12日  | ジュノー、ボイシ、ソルトレイクシティ、サンアントニオ、カンザスシティ、ミルウォーキー、ローリー、オールバニ、マンチェスター |
| 2008年3月27日  | アンカレジ、フェアバンクス、スポケーン、ヨセミテ国立公園、アルバカーキ、オースティン、リトルロック、ロックフォード、マディソン、ナッシュビル、クリーブランド、タンパ、リッチモンド |
| 2008年6月10日  | サクラメント、フレズノ、オクラホマシティ、セントルイス、ジャクソン、ルイビル、アトランタ、コロンバス、ジャクソンビル、コロンビア、シャーロット、バッファロー、バージニアビーチ、イエローストーン国立公園 |
| 2008年7月2日   | エグラン、オーレー、ブール・ドワザン、ブレスト、ブリウド、セリィ、ショレ、アンブラン、エタンプ、フィジャック、ラヌメザン、ラヴラネ、ナント、サン・マロ クーネオ |
| 2008年8月4日   | アデレード、オールバニ、アリススプリングス、ブリスベン、ブロークンヒル、ケアンズ、キャンベラ、ジェラルトン、ホバート、カラサ、メルボルン、マウント・アイザ、パース、ロックハンプトン、シドニー、タムワース、ウォガウォガ、その他田舎町 千葉市、函館市、神戸市、京都市、奈良市、大阪市、さいたま市、札幌市、仙台市、東京都区部、横浜市 ニューオーリンズ、バトンルージュ、その他田舎町 |
| 2008年10月14日 | パリ、リヨン、マルセイユ、ニース、リール、トゥールーズ |
| 2008年10月27日 | バルセロナ、マドリード、セビリア、バレンシア |
| 2008年10月29日 | フィレンツェ、ミラノ、ローマ、コモ湖（ベッラージョ、ベッラーノ、チェルノッビオ、コモ、レッコ、マルグラーテ、ヴァレンナなど） |
| 2008年11月4日  | シアトル、ワシントンD.C.、ボルチモア、その他田舎町 |
| 2008年12月1日  | オークランド、ウェリントン、クライストチャーチ、ハミルトン、ダニーデンなど主要都市 |
| 2008年12月9日  | ウェストバージニア州、サウスダコタ州、ノースダコタ州、バーモント州、メイン州一部地域 ダーウィンほか多くの中小都市 |
| 2009年3月18日  | ロンドン、オックスフォード、ケンブリッジ、ノッティンガム、ダービー、シェフィールド、リーズ、マンチェスター、ブラッドフォード、スカンソープ、ブリストル、ノリッジ、ニューカッスル・アポン・タイン、バーミンガム、コヴェントリー、リヴァプール、サウサンプトン、ヨーク、その他田舎町 ベルファスト、キャリクファーガス、ラーン、ニュータウンアビー、その他田舎町 カーディフ、スウォンジ、バリー、その他田舎町 グラスゴー、エディンバラ、ダンディー、アバディーン、アーブロース、カーヌスティ、エロン、フォーファー、フレーザーバラ、インヴァルリー、ピーターヘッド、ポートルゼン、ストーンヘヴン、ウェストヒル、その他田舎町 パリ（都市圏：ヴェルサイユ、オルリー、リュエイユ＝マルメゾン、ナンテール、サン＝ドニ、ブローニュ＝ビヤンクール、シャンピニー＝シュル＝マルヌ）、アミアン、カレー、ダンケルク、ランス、ドゥエー、トゥールコワン、ヴィルヌーヴ＝ダスク、ヴァランシエンヌ、ル・アーヴル、ルーアン、ランス、シャロン＝アン＝シャンパーニュ、カーン、レンヌ、ナント、アンジェ、トロワ、ストラスブール、アグノー、ポワチエ、ディジョン、クレルモン＝フェラン、リモージュ、モンペリエ、エクス＝アン＝プロヴァンス、トゥーロン、カンヌ、アンティーブ、ヴァランス、ロマン＝シュル＝イゼール、サン＝テティエンヌ、グルノーブル ブスト・アルシーツィオ、トリノ、ノヴァーラ、モンツァ、ウーディネ、ジェノバ、パルマ、ボローニャ、リヴォルノ、アレッツォ、ペルージャ、ラクイラ、フィウミチーノ、カゼルタ、ナポリ、アヴェッリーノ、サレルノ、バーリ、ビトント、レッジョ・ディ・カラブリア、カターニア、カリャリ、その他田舎町 マドリード（都市圏：ラス・ロサス・デ・マドリード、アルコベンダス、コスラーダ、フエンラブラーダ、モストレス、ヘタフェ、アルガンダ・デル・レイなど）, オビエド、サバデイ、タラサ、サラゴサ、その他田舎町 アムステルダム、アムステルフェーン、ロッテルダム、フローニンゲン、スパイケニッセ、フォーレンダム、ザーンスタット 各州中小都市 |
| 2009年6月10日  | ディズニーランド・パリ モントレー湾、サンタモニカ・ピア、サードストリートプロムナード |
| 2009年8月19日  | ベルン、チューリッヒ、バーゼル、ローザンヌ、ジュネーヴ、ヌーシャテル、ラ・ショー＝ド＝フォン、ビール、リュス、ヴィンタートゥール、ヴェッティンゲン、ルツェルン、トゥーン、ヴェヴェイ、モントルー、その他田舎町 リスボン、ローレス、アルマダ、バレイロ、モンチジョ、セイシャル、ポルト、マトジニョシュ、ヴィラ・ノヴァ・デ・ガイア、その他田舎町 台北 アオスタ、ドモドッソラ、ラティーナ、その他田舎町 レゴランド・カリフォルニア、ラグナ・セカ、サンディエゴ州立大学 |
| 2009年10月7日  | プラハ、ムニェルニーク、ブランディース・ナッド・ラベン＝スタラーボレスラフ、ポジェブラディ、ベネショフ、プルシーブラム、ベロウン ケベック、トロント、オタワ、ハミルトン、モントリオール、キッチナー、ウォータールー、ハリファックス、ミシサガ、カルガリー、バンフ、グレーター・バンクーバー、サレー、アボッツフォード、チリワック 旭川市、名古屋市、岐阜市、長崎市、諫早市、佐世保市、種子島、屋久島、奄美大島、徳之島、沖縄本島、宮古列島、旭川市旭山動物園、札幌ドーム、円山動物園、北海道大学、北海道大学植物園、モエレ沼公園、中島公園、芸術の森野外美術館、滝野すずらん丘陵公園、さっぽろ羊ヶ丘展望台、北海道開拓の村、真駒内公園、スカイウェイカントリークラブ、ハウステンボス、高台寺 各州中小都市 |
| 2009年11月9日  | メキシコシティ、アスカポツァルコ、アルバロ・オブレゴン、ベニート・フアレス、コヨアカン、ネサワルコヨトル、モンテレイ、アポダカ、サン・ニコラス・デ・ロス・ガルサ、サン・ペドロ・ガルサ・ガルシア、グアダルーペ、ブセリアス、グアダラハーラ、サポパン、トラケパケ、プエルト・バヤルタ、カンクン、プエブラ、コスメル、プラヤ・デル・カルメン ホノルル、オアフ島の主要都市、カフルイ、マウイ島の主要都市、ほか多くの中小都市 マラガ、カディス、コルドバ、グラナダ、ハエン、アルメリア、ウエルバ、ヘレス・デ・ラ・フロンテーラ、アルヘシラス、エル・プエルト・デ・サンタ・マリーア、マルベージャ、エル・エヒード、ウエスカ、テルエル、カラタユー、オビエド、ヒホン、アビレス、ミエーレス、パルマ・デ・マヨルカ、ビルバオ、ビトリア、グラン・カナリア島、サンタ・クルス・デ・テネリフェ、サンタンデール、トレド、アルバセーテ、シウダ・レアル、クエンカ、グアダラハーラ、プエルトジャーノ、バリャドリッド、レオン、ブルゴス、サラマンカ、アビラ、セゴビア、サモーラ、タラゴナ、リェイダ、ジローナ、ビック、ウロート、フィゲーラス、レウス、バダホス、メリダ、カセレス、ビーゴ、ルーゴ、フェロル、サンティアゴ・デ・コンポステーラ、ポンテベドラ、ログローニョ、サン・ロレンソ・デ・エル・エスコリアル、アランフエス、ムルシア、カルタヘーナ、ロルカ、カラバカ・デ・ラ・クルス、パンプローナ、トゥデーラ、アリカンテ、カステリョン・デ・ラ・プラナ、エルチェ、オリウエラ、ウティエル、ベニドルム、アルコイ、ビナロス、ベニカシム、その他田舎町 デン・ハーグ、デルフト、ユトレヒト、ナイメーヘン、アーネム、アメルスフォールト、アペルドールン、アルメレ、ヒルフェルスヌ、ライデン、アイントホーフェン、エーデ、ハールレム、スヘルトーヘンボス、ティルブルフ、ブレダ、ヘルモント、ベルヘン・オプ・ゾーム、ドルトレヒト、ハイデルウェイク、レーワルデン、フェーンダム、ヴィーネンダール、フェンロー、ドラハテン、スネーク、ハルリンゲン、レリスタット、ハーレマーメール、ワールウェイク、オス、ほか多くの中小都市 |
| 2009年12月2日  | シンガポール（ダウンタウンコア、セントラルエリア） エドモントン、ビクトリア、ロンドン、サドバリー、シェルブルック、サスカトゥーン、セントジョンズ、ウィニペグ 新潟市、佐渡市、岡山市、広島市、福岡市、熊本市 オロモウツ、オストラヴァ、チェスキー・クルムロフ エンクハイゼンの歩行者天国（ファン・リンスホーテン通り、ワーヘナール通り、コーイザント通り）、アルセン・エン・フェルデン トゥール、ル・マン、ナンシー、メス、コルシカ島、ベル・イル島、オルレアン エデン・プロジェクト、ストーンヘンジ、バンボロー城、ウォリック城 シエーナ、ウルビーノ、サン・ジミニャーノ、セストリ・レヴァンテ、アスティ、ヴェルチェッリ、ベネヴェント シーワールド（オーランド、サンアントニオ、サンディエゴ）、ボストン大学、ハーシーパーク |
| 2010年1月21日  | ストックホルム、マルメ、ルンド、ヨーテボリ、オッケレー、ハルムスタッド、ヴェステロース、エスキルストゥーナ、ニュヒェーピング、ウプサラ、ノーショーピング、ヨンショーピング、リンシェーピング、エーレブルー、ボロース、ベクショー、カルマル、ヘスレホルム、ヘルシンボリ、シェブデ、クリスチャンスタード、カールスクルーナ、ウメオ、ピーテオー、シェレフテオ、ルレオ、カーリクス、ハパランダ、ゴットランド島・フォーレ島・エーランド島一部地域 コペンハーゲン、オーフス、オーデンセ、オールボー、ラナース、ホーセンス、スカーイェン、ヴァイレ、コリング、ロスキレ、オーベンロー、ヒレレズ、スラーエルセ、エスビャウ、スナボー、ヘルシンゲル、サムセー島、エールー島、レム島、ファーン島、レス島 ロイヤルレミントンスパ、ウィッケン・フェン、バーリントン・ホール、バッズリー・クリントン、ライム・パーク、クォリー・バンク・ミル、マラム・コーヴ、スタッドリー王立公園、リンディスファーン城、ナイマンズ・ガーデン、エイヴベリー・マナー、コーフェ城、グレンダーガン・ガーデン、エンジェル・オブ・ザ・ノース プラス・ネウイズ インヴァネス、ミュアー・オブ・オード、ネス湖、ラーグス マッセンデン・テンプル、ダウンヒル・ハウス、マウント・スチュワート ヴェローナ、ブレシア、ジェモーナ・デル・フリウーリ、ラヴェンナ、マントヴァ、クレモナ、レッジョ・エミリア、ヴィチェンツァ、ペーザロ、ファーノ、ペスカーラ、メストレ、アスコリ・ピチェーノ、キエーティ、スルモーナ、ピサ、ルッカ、ピストイア、プラート、カンポバッソ、フォッジャ、マンフレドーニア、ポテンツァ、アルタムーラ、マテーラ、ターラント、ブリンディジ、オストゥーニ、クロトーネ、カタンザーロ、ラメーツィア・テルメ、レッチェ、サッサリ、オルビア、ヌーオロ、アルゲーロ、サン・ピエトロ島、パレルモ、シラクサ、ラグーザ、アグリジェント、マルサーラ、トラーパニ、プローチダ、カプリ島 高雄、台中、新竹、宜蘭、基隆、花蓮、屏東 サンディエゴ動物園、セサミプレイス、ブッシュガーデン（タンパ、ウィリアムズバーグ）、ウォーターカントリーUSA、ペンシルベニア州立大学、ペンシルベニア大学 ブルノ南部 オランダ、ポルトガル、日本の一部地域 |
| 2010年2月9日   | オスロ、フレドリクスタ、モス、サルプスボルグ、ドランメン、ボス、スタヴァンゲル、クリスチャンサン、ベルゲン ヘルシンキ、ラハティ、エスポー、ヴァンター、タンペレ、ノキア、バルキアコスキ、ラウマ、ウーシカウプンキ、ヴァーサ、ヨエンスー、トゥルク、サロ、ポルヴォー、コッコラ、クーサモ、ロヴィーサ、フォルッサ、オウル、ラーヘ、セイナヨキ、カウハヨキ、クリッカ、イーサルミ、ポリ、ロヴァニエミ、トルニオ、クオピオ、ユヴァスキュラ、コトカ、サヴォンリンナ、ハメーンリンナ、コウヴォラ、ラッペーンランタ、イマトラ、リエクサ、カヤーニ、ミッケリ マリエハムン、イェータ ウィスラー・ブラッコム、バンクーバーオリンピック競技会場、イエローナイフ、ウィンザー、シドニー、シャーロットタウン、プリンス・アルバート、ホワイトホース、イヌヴィック、レジャイナ、シクーティミ、ナナイモ、コートネイ、パウエル・リバー、ルーロー、ケロウナ、カムループス、レスブリッジ、ロイドミンスター、サンダーベイ、ティミンズ、ヘーンズ・ジャンクション、エーモス、バル＝ドール、トロワリヴィエール、ウッドストック、ニューグラスゴー、バサースト、ミラミチ、サマーサイド、コリンウッド、マニトゥーリン島、イングルハート、プリンス・ジョージ、バリー、オーエン・サウンド、クリントン、レミントン、キングストン、アマーストバーグ、チャタム・ケント、ブレナム、ブラントフォード、ケンブリッジ、ゲルフ、ピーターボロ、トレントン、トンプソン、グランド・プレーリー、プリンスルパート、レッド・ディア、リンビー、ドレイトン・バレー、ホワイトコート、ウェストロック、カムローズ、サント＝マリー、モンマニー、グランド・フォールズ、モンクトン、フレデリクトン、ガンダー キナイ、ホーマー、バルティーズ、ケチカン、ピーターズバーグ、サークル、デッドホース クランバー・パーク、北アイルランド一部地域 ティフアナ |
| 2010年3月11日  | 香港 マカオ イギリスの残り大部分 マーストリヒト、ケルクラーデ、シッタートヘレーン、ヘールレン、ルールモント、アルメロ、エンスヘデ、ヘンゲロー、テセル 飯盛山、御薬園、若松城(鶴ヶ城)、猿島カントリー倶楽部、ノースショアカントリークラブ、ホワイトバーチカントリークラブ、飯能グリーンカントリークラブ、立教大学（新座キャンパス、池袋キャンパス）、大栄カントリー倶楽部、成田フェアフィールドゴルフクラブ、本願寺築地別院、よみうりランド、箱根湖畔ゴルフコース、富士急ハイランド、富士ゴルフコース、禅林寺、建仁寺、大覚寺、東福寺、二条城、西本願寺、東本願寺、渉成園、大谷大学、京都精華大学、立命館大学（衣笠キャンパス、びわこ・くさつキャンパス）、関西外国語大学（中宮キャンパス、穂谷キャンパス）、九州大学（伊都キャンパス、大橋キャンパス、筑紫キャンパス、箱崎キャンパス、病院キャンパス、別府キャンパス）、立命館アジア太平洋大学、旧細川刑部邸、熊本城、熊本大学（大江・九品寺キャンパス、黒髪北キャンパス、黒髪南キャンパス、本荘キャンパス） |
| 2010年4月15日  | エルモシージョ、ティフアナ、エンセナーダ、サン・ルイス・リオ・コロラード、ラ・パス、ノガーレス、グアイマス、シウダ・オブレゴン、シウダ・フアーレス、チワワ、デリシアス、パラル、サルティーヨ、ゴメス・パラシオ、トレオン、レイノサ、リオ・ブラボ、マタモーロス、シウダ・ビクトリア、アルタミラ、シウダ・マデーロ、タンピコ、ミラマール、クリアカン、マサトラン、ドゥランゴ、フレスニージョ、サカテカス、テピク、アグアスカリエンテス、サン・ルイス・ポトシ、リオ・ベルデ、シウダ・フェルナンデス、シウダ・バジェス、テパティトラン、レオン |
| 2010年6月8日   | プレトリア、ヨハネスブルグ、ポロクワネ、ルステンブルク、ケープタウン、サイモンズタウン、ポート・エリザベス、イースト・ロンドン、ピーターマリッツバーグ、ダーバン、ブルームフォンテーン、2010 FIFAワールドカップのスタジアム（ケープタウン、エリス・パーク、サッカー・シティ、ロフタス・ヴァースフェルド、モーゼス・マヒダ、ネルソン・マンデラ・ベイ、フリーステイト、ムボンベラ、ピーター・モカバ、ロイヤル・バフォケン） |
| 2010年9月30日  | ベロオリゾンテ、リオデジャネイロ、サンパウロ、ドゥケ・デ・カシアス、ノバイグアス、ベルフォードロッショ、サン・ジョアン・デ・メリチ、ニテロイ、サンゴンサロ、グアルーリョス、オザスコ、タボアン・ダ・セーハ、ディアデマ、サンベルナルド・ド・カンポ、カラピクイーバ、コンタジェン、ベチン、セッテ・ラゴアス、クルベロ、ディアマンティーナ、ルース、オウロ・プレット、コンゴーニャス ダブリン、コーク、リムリック、ゴールウェイ、ウォーターフォード ヒロ サウス・シェトランド諸島（南極大陸）のハーフムーン島 |
| 2010年11月2日  | オーバーシュタウフェンの一部、ブランデンブルク門、戦勝記念塔（ベルリン）、ケーニヒス広場（ミュンヘン）、ケールブラント橋（ハンブルク）、テアーター広場（ドレスデン）、ソリテュード城（シュトゥットガルト）、各サッカースタジアム：アリアンツ・アレーナ、HSHノルトバンク・アレーナ、ミラーントーアシュタディオン、ヴェストファーレンシュタディオン、フェルティンス・アレーナ、バイ・アレーナ、ラインエネルギーシュタディオン |
| 2010年11月18日 | ベルリン、ビーレフェルト、ボーフム、ボン、ブレーメン、ドルトムント、ドレスデン、デュースブルク、デュッセルドルフ、エッセン、フランクフルト、ハンブルク、ハノーファー、ケルン、ライプツィヒ、マンハイム、ミュンヘン、ニュルンベルク、シュトゥットガルト、ヴッパータール |
| 2010年12月8日  | ブカレスト、ブラショフ、ティミショアラ、コドレア、アラド、ミエルクレア＝チュク、シナヤ トロンハイム、シーエン、クリスチャンサン、トロムソ、トンスベルグ、オーレスン、ハウゲスン、サンネフヨル、ボードー、アーレンダール、ハーマル、ラルヴィク、ハルデン、リレハンメル、ハーシュタ、モルデ、コングスベルグ、イェービク、ホーテン、モー・イ・ラーナ、コングスビンゲル、クリスティアンスン、ヘーネフォス、ナルヴィク、アルタ、エルベルム、シー、スタインシャー、スチェルダールシャルセン、グリムスタ、マンダール、エーゲルスン ボーンホルム島 テルスヘリング 各中小都市 |
| 2011年2月1日   | トレチャコフ美術館、エルミタージュ美術館 旧国立美術館、絵画館 フリーア美術館、フリック・コレクション、メトロポリタン美術館、ニューヨーク近代美術館 ソフィア王妃芸術センター、ティッセン＝ボルネミッサ美術館 カンパ美術館 ナショナル・ギャラリー、テート・ブリテン ヴェルサイユ宮殿 ウフィツィ美術館 ゴッホ美術館、アムステルダム国立美術館 |
| 2011年2月28日  | シュノンソー城、ユッセ城、ヴィランドリー城、アンボワーズ城 カゼルタ宮殿 アイルランド国立植物園、パワーズコート・ゴルフクラブ バルボア・パーク、ピチェッティ・ワイナリー、フリーモント・オールダー・オープン・スペース保護区、ロシアン・リッジ・オープン・スペース保護区、ランチョ・サン・アントニオ・カウンティ・パーク、カニングハム湖、サンディエゴ大学、ウースター・ポリテクニック・インスティテュート、スリー・リバーズ・ヘリテージ・トレイル、シーワールド・オーランド キューガーデン 東海大学 |
| 2011年3月10日  | 広島平和記念公園、厳島神社、MAZDA Zoom-Zoom スタジアム広島 |
| 2011年3月30日  | フォロ・ロマーノ、コロッセオ、パラティーノの丘、アッピア街道、ディオクレティアヌス浴場、カラカラ浴場、ティヴォリのエステ家別荘、ドゥオモ広場、ピッティ宮殿、ボーボリ庭園、ヴェッキオ橋 フォンテーヌブロー宮殿 |
| 2011年5月12日  | グルーン・ギターズ、メディーバル・マッドネス・アット・ルネッサンス・ホール ギリアン・ベルジアン・チョコレート・カフェ |
| 2011年6月1日   | フランス各地 |
| 2011年6月29日  | マン島 ジャージー アレッサンドリア、トレヴィーゾ、トレント、ボルツァーノ、ピサ、フェラーラ、ヴァレーゼ、アスティ、イーゾレ・トレーミティ メノルカ島、マヨルカ島、ランサローテ島、フエルテベントゥラ島 小笠原諸島、隅田川、東京都立公園、浅草寺など エステルスンド、ボルレンゲ、エルンシェルツビク、ソレフテオー, イェブレ、スンツヴァル デンマーク各地 アイルランド各地 オランダ各地 ノルウェー各地 ルーマニア 南アフリカ各地 台湾 アメリカ合衆国各地 メキシコ各地 イギリス |
| 2011年7月8日   | モナコ |
| 2011年8月16日  | イラク国立博物館 |
| 2011年8月22日  | ベッリンツォーナ旧市街の3つの城と防壁・城壁群、カウマ湖の畔、ツェルマットのスキーリゾート |
| 2011年9月28日  | クリチバ、ポルト・アレグレ、フロリアノーポリス、ペロータス、パラナグア、ラジェス、アグアス・デ・リンドーイア、アウミランテ・タマンダレー、アメリカーナ、アンパロなど |
| 2011年10月27日 | フランスの旗 · ニュージーランドの旗 |
| 2011年11月3日  | ハイライン 、リバティ・パーク、シックスフラッグス・グレート・アドベンチャー、グラント・パーク、ミレニアム・パーク、リンカーン動物公園、ノーザリー島、ジャクソン・パーク、フンボルト・パーク、ガーフィールド・パーク、ワシントン・パーク、ロチェスター工科大学、デトロイト動物園、スタンフォード大学 ケンジントン・ガーデンズ、ロンドン動物園、ロングリート・サファリ・パーク、グリニッジ公園、グリーン・パーク、グリニッジ大学、リッチモンド公園、ブッシー・パーク、プレジャー・ビーチ・ブラックプール、チャイン・ピア、ペイントン・ピア、ランズ・エンド、ロイヤル・ビクトリア・パーク、マウント・エッジカンブ・ハウス 山下公園、横浜公園、新横浜公園、グランモール公園、大さん橋、横浜赤レンガ倉庫、汽車道、山下臨港線プロムナード、象の鼻パーク、運河パーク、新港パーク、日産スタジアム、よこはま動物園ズーラシア、野毛山動物園、横浜市立金沢動物園、ナビオス横浜、横浜国立大学、群馬サファリパーク、小金井公園、清水寺、竜安寺、スペースワールド レゴランド・ビルン、人魚姫、チボリ、デュアハウスバッケン、チボリ・フリヘデン、ドジューズ・サマーランド、カステレット要塞、オールボー動物園、オールボー、オーフス、野外博物館 カサ・デ・カンポ、レティーロ公園などのマドリードの公園 キューケンホフ公園、エフテリング、ロッテルダム動物園、オランダ野外博物館 フロッグナー公園 アステリックス・パーク、フューチャースコープ、ブルカニア グローナルンド遊園地、スカンセン、ノルデンズ・アーク、コールモーデン・ワイルドライフ・パーク、スロットスコーゲン、ヨーテボリ植物園、リセベリ ヴェローナ シンガポール・フライヤー |
| 2011年11月22日 | ブリュッセル、アントウェルペン、ヘント、シャルルロワ、リエージュ、ブルッヘ、スカールベーク、ナミュール、アンデルレヒト、ルーヴェン、モンス、モランビーク＝サン＝ジャン、メヘレン、イクセル、アールスト、ラ・ルヴィエール、イクセル、コルトレイク、ハッセルト、シント＝ニクラース、オーステンデ、トゥルネー、ヘンク、セラン、ルーセラーレ、ヴェルヴィエ、ムスクロン、ボッベジャーンランド、プロプザランド・デ・パンネ |
| 2011年12月13日 | イビサ島、ラ・パルマ島、フォルメンテラ島、ラ・ゴメラ島、エル・イエロ島、ポルトゥガレテ 東日本大震災により被災した地域（初公開は八戸市、青森市、階上町、盛岡市、奥州市、大船渡市、北上市、釜石市、宮古市、陸前高田市、遠野市、花巻市、普代村、岩泉町、田野畑村、山田町、滝沢村、住田町、洋野町、矢巾町、大槌町、平泉町、金ケ崎町、白河市、相馬市、古殿町、石川町、浅川町、鮫川村、棚倉町、塙町） |
| 2012年1月25日  | ソウル、釜山 エルバ島 |
| 2012年2月14日  | 大久保間歩、秋芳洞 |
| 2012年2月22日  | モスクワ、ドモジェドヴォ、ポドリスク、ヒムキ、ムィティシ、ヴィドノエ、サンクトペテルブルク、カザン、至聖三者聖セルギイ大修道院 ピョトルコフスカ通り 各地で高画質に更新 |
| 2012年3月21日  | バンコク、チエンマイ県、プーケット県 ワルシャワ、クラクフ、ウッチ、ヴロツワフ、オレシニツァ、オワバ、ポズナン、グダニスク、シュチェチン、ルブリン、ビャウィストク、グディニャ、ソポト、グニェズノ、シフィノウイシチェ、マルボルク城、ベンジン城、ビスクピン、ヤスタルニャ、ヘル ネグロ川一部 レーティッシュ鉄道一部 |
| 2012年4月3日   | 国立博物館、国立近代美術館 ニュー・サウス・ウェールズ州立美術館、オーストラリア国立美術館 足立美術館、東京国立博物館 国立故宮博物院 イスラエル博物館 イスラム芸術博物館 美術史博物館 フォンテーヌブロー宮殿、オランジュリー美術館、ケ・ブランリ美術館、オルセー美術館 アクロポリス博物館 旧博物館、ペルガモン博物館 カピトリーノ美術館 王宮 プーシキン美術館、ロシア美術館 カタルーニャ美術館、クリスタル宮殿、レティーロ公園 テート・モダン シカゴ美術館、J・ポール・ゲティ美術館、国立肖像画美術館、クロイスターズ美術館、ホワイトハウス 国立人類学博物館 サンパウロ美術館、サンパウロ州立美術館 |
| 2012年4月19日  | エルサレム、テルアビブ、ハイファ、エルサレム聖書動物園、ラマット・ガン・サファリ、ミニ・イスラエル、ベングリオン大学、カフル・カンナ、メルハバ、ナシュホリム キエフ、ドネツィク、リヴィウ、ハルキウ、オデッサ |
| 2012年4月27日  | 談合坂サービスエリア、多賀サービスエリア、養老サービスエリア、御在所サービスエリア、上郷サービスエリア、富士川サービスエリア、足柄サービスエリア、海老名サービスエリア |
| 2012年5月14日  | タリン、タルトゥ、ナルヴァ、パルヌ、ヴィリャンディ、ユフヴィ、ハープサル、ヨゲヴァ、カルドラなど リガ、ダウガフピルス、リエパーヤ、レーゼクネなど UEFA欧州選手権2012会場 |
| 2012年5月25日  | インディアナポリス・モーター・スピードウェイ |
| 2012年6月19日  | サンマリノ市、ボルゴ・マッジョーレ、キエザヌオーヴァ、ドマニャーノ、ファエターノ、フィオレンティーノ、モンテジャルディーノ、セラヴァッレ オストラヴァ、プルゼニ、リベレツ、オロモウツ、ウースチー・ナド・ラベム、フラデツ・クラーロヴェー、チェスケー・ブジェヨヴィツェ、パルドゥビツェ、ハヴィジョフ、ズリーン、クラドノ、モスト、カルヴィナー、フリーデク＝ミーステク、オパヴァ、カルロヴィ・ヴァリ、テプリツェ、ジェチーン、イフラヴァ、ホムトフ、プルジェロフ、ムラダー・ボレスラフ モロカイ島、ラナイ島、カウアイ島を追加、オアフ島、マウイ島、ハワイ島、ハワイ火山国立公園を更新 |
| 2012年7月12日  | 五稜郭公園、トラピスト修道院、旧函館区公会堂、金森赤レンガ倉庫、小樽市総合博物館運河館、蒸気機関車資料館、北海道庁旧本庁舎、北海道開拓記念館、首里城、勝連城跡、斎場御嶽、中城城跡、今帰仁城跡、座喜味城跡、識名園、沖縄平和祈念公園、ひめゆりの塔、旧海軍司令部壕、玉泉洞、海洋博公園、おきなわワールド、万座毛、サザンリンクスゴルフクラブ、シギラベイカントリークラブ、16のビーチ カリフォルニア州の国立公園 |
| 2012年7月17日  | 南極点、ケープ・ロイズ、ディスカバリー小屋を含む南極 |
| 2012年7月27日  | オリンピック・パーク、オリンピア、エクセル展覧会センター、O2アリーナ、アールズ・コート・エキシビション・センター、リヴァプール・ライム・ストリート駅、マンチェスター・ピカデリー駅、リーズ駅、グラスゴー・セントラル駅、エディンバラ・ウェーバリー駅、ミレニアム・ドームなど |
| 2012年8月2日   | ケネディ宇宙センター |
| 2012年8月13日  | ブラジリア、サルヴァドール、フォルタレザ、ナタール、レシフェ、フォス・ド・イグアス（イタイプダムを含む）、ゴイアニア、クイアバ、カンポ・グランデ、コルンバ、ウベルランジア、サン・ルイス、テレジーナ、シノプ、モソロなど ルイジアナ州、サウス・カロライナ州の一部を高画質化。 テオティワカン、トゥルム、チチェン・イッツァ、エクバラム、コフンリッチ、ツィバンチェ、パレンケ、ツィビィルチャルトゥン、プラズエラ、ペラルタ、ボナンパク、ベカンなどを含む中央アメリカの遺跡 |
| 2012年9月6日   | 愛知文教大学、亜細亜大学、大分大学、大阪経済法科大学、大阪府立大学、沖縄大学、帯広畜産大学、金沢大学、金沢工業大学、関西大学、関東学院大学、京都産業大学、群馬大学、神戸芸術工科大学、國學院大学、静岡県立大学、四天王寺大学、島根県立大学、上智大学、信州大学、大東文化大学、中央学院大学、東京経済大学、東京藝術大学、東京理科大学、東北芸術工科大学、獨協大学、鳥取大学、名古屋大学、奈良女子大学、新潟大学、三重大学、武蔵野美術大学、明海大学、明治国際医療大学、山形大学、横浜薬科大学、琉球大学、龍谷大学、流通科学大学、和洋女子大学 |
| 2012年9月12日  | 宇宙航空研究開発機構、日本科学未来館、種子島宇宙センター、筑波宇宙センター、相模原キャンパス、調布航空宇宙センター、地球観測センター、臼田宇宙空間観測所、内之浦宇宙空間観測所 |
| 2012年9月25日  | グレーター・サンティアゴ、グレーター・バルパライソ（リマチェを含む）、グレーター・コンセプシオン ザグレブ、プーラ、スプリト、ザダル、ドゥブロヴニク、リエカ、オシエク、シベニク、ヴァラジュディン、カルロヴァツ、クルク島、ビェロヴァル、スラヴォンスキ・ブロド、ジャコヴォ、ヴィロヴィティツァなど アンドラ・ラ・ベリャ、カニーリョ、アンカム、アスカルダズ＝アングルダーニ、ラ・マサーナ、ウルディーヌ、サン・ジュリアー・ダ・ロリアなど オーストラリア、フィリピン、ハワイ（アメリカ合衆国）の海中 |
| 2012年10月10日 | 新しく追加された場所： カナダ デンマーク イタリア マカオ ノルウェー シンガポール スウェーデン 台湾 タイ イギリス アメリカ合衆国 スペシャルコレクション内で公開： ブラジル フランス 日本 メキシコ 南アフリカ スペイン ロシアのランドマーク |
| 2012年10月17日 | ノースカロライナ州のグーグル・モジュール・データセンター |
| 2012年10月30日 | ブラチスラヴァ、コシツェ、プレショフ、ジリナ、ニトラ、バンスカー・ビストリツァ、トルナヴァ、マルチン、トレンチーン、ポプラト、プリエヴィドザ、ズヴォレン、ポヴァヅスカ・ビストリツァ、ノヴェー・ザームキ、ミハロフツェなど |
| 2012年11月28日 | ハボローネ、フランシスタウン、マウン、パラピエ、ラモツア、レトラカネほか スヴァールバル諸島 ケンブリッジ・ベイほか ゼルデン、イシュグルを含むスキー場 ユタ州、ミシガン州のスキー場 スキー場 シエラネバダ山脈を含むスキー場 ダボスを含むスキー場 ルナパーク・シドニー、タロンガ動物園 |
| 2012年12月14日 | ジブラルタルの主要部 チェルニウツィー中心部の道路 |
| 2013年1月17日  | リション・レジオン、ペタク・チクヴァ、アシュドッド、ベエルシェバ、ホロン、ブネイ・ブラク、ラマト・ガン、レホヴォト、アシュケロン、ヘルツリーヤ、クファール・サバ、ハデラ、ナザレ、ラーナナ、ラハト、ナハリヤ、キリヤット・アタ、エイラート、ホッド・ハシャロン、エーカー、カルミエル、ティベリア、アフラなど |
| 2013年1月30日  | ヴィリニュス、カウナス、クライペダ、シャウレイ、パネヴェジース、アリートゥス、マリヤンポレ、マジェイケイ、ヨナヴァ、ウテナ、ケダイネイ、テルシェイ、ヴィサギナス、タウラゲ、ウクメルゲ、プルンゲ、シルテ、クレティンガ、ラドヴィリシュキス、ドルスキニンカイなど グランド・キャニオン、バリンジャー・クレーターなどを含む新規追加と、高画質化 |
| 2013年2月1日   | 中部国際空港、みなとみらい線の横浜駅以外全駅、DFSギャラリア・沖縄、京都マルイ、新宿マルイ、有楽町マルイ、札幌ドーム |
| 2013年2月15日  | ルーカス・オイル・スタジアム |
| 2013年2月20日  | 徳島県、高知県、群馬県、長野県、山梨県、静岡県、福井県、岐阜県、愛媛県など |
| 2013年3月6日   | ソフィア、プロヴディフ、ヴァルナ、ブルガス、ルセ、スタラ・ザゴラ、プレヴェン、アセノヴグラト、ブラゴエヴグラト、ドブリチ、ガブロヴォ、ハスコヴォ、パザルジク、ペルニク、スリヴェン、シュメン、ヴェリコ・タルノヴォ、ヴラツァ、ヤンボル、アイトス、ボテヴグラト、ディミトロヴグラト、ドゥプニツァ、ゴルナ・オリャホヴィツァ、カルロヴォ、クルジャリ、カザンラク、キュステンディル、ロム、ロヴェチ、モンタナ、ノヴァ・ザゴラ、ペトリチ、ラズグラト、サモコフ、サンダンスキ、セヴリエヴォ、シリストラ、スモリャン、スヴィシュトフ、トロヤン、ヴェリングラト、ヴィディンなど モスクワ都市圏、トヴェリ、ウラジーミル、ルジェフ、カルーガ、トゥーラ、リャザン、ノヴォモスコフスク、ルイビンスク、ヤロスラヴリ、コストロマ、イヴァノヴォ、キネシマ、コヴロフ、ムーロム、プスコフ、スモレンスク、ブリャンスク、オリョール、クルスク、エレツ、リペツク、タンボフ、スタールイ・オスコル、ベルゴロド、ニジニ・ノヴゴロド、アルザマス、サランスク、ペンザ、サラトフ、カムイシン、ヴォルゴグラード、ノヴォシャフチンスク、ヴォルゴドンスク、ロストフ・ナ・ドヌ、ノヴォチェルカッスク、バタイスク、アゾフ、タガンログ、エイスク、エリスタ、アストラハン、チホレツク、クロポトキン、アルマヴィル、スタヴロポリ、ピャチゴルスク、エセントゥキ、キスロヴォツク、スラビャンスク＝ナ＝クバニ、クラスノダール、マイコープ、アナパ、ノヴォロシースク、ゲレンジーク、トゥアプセ、ソチ、アドレル、ムルマンスク、セヴェロドヴィンスク、アルハンゲリスク、ヴィボルグ、ペトロザヴォーツク、ノヴゴロド、チェレポヴェツ、ヴォログダ、スィクティフカル、キーロフ、グラゾフ、ヨシュカル・オラ、チェボクサル、ノヴォチェボクサルスク、ゼレノドリスク、カザン、ウリヤノフスク、ディミトロヴグラト、トリヤッチ、サマーラ、ノヴォクイビシェフスク、シズラニ、エンゲリス、ペルミ、イジェフスク、ニジネカムスク、ナーベレジヌイェ・チェルヌイ、ブグリマ、ヴォトキンスク、ステルリタマク、サラバト、オレンブルク、オルスク、マグニトゴルスク、ニジニ・タギル、エカテリンブルク、カメンスク、カメンスク＝ウラリスキー、ズラトウースト、ミアス、チェリャビンスク、クルガン、チュメニ、オムスク、ネフチェユガンスク、スルグト、ニジネヴァルトフスク、ノヴォシビルスク、トムスク、ユルガ、ケメロヴォ、プロコピエフスク、ノヴォクズネツク、バルナウル、ビイスク、ルプツォフスク、クラスノヤルスクなど フンシャル、コインブラ、アヴェイロ、ギマランイス、ヴィゼウ、レイリア、エヴォラ、ポンタ・デルガダ、ポルティマン、ポヴォア・デ・ヴァルジン、ヴィアナ・ド・カステロ、コビリャン、ブラガンサなど カリフォルニア州、アイダホ州、インディアナ州、ユタ州の画像更新 画像更新 |
| 2013年3月18日  | スペシャルコレクションの世界最高峰 キリマンジャロ山のウフル峰 エルブルス山 アコンカグア エベレストのサウス・ベース・キャンプ、タンボチェ僧院、カラ・パタール、ルクラとナムチェバザールの間にある土砂災害橋、ナムチェバザールの仏塔 富士山 |
| 2013年3月27日  | 福島県浪江町 |
| 2013年4月5日   | ヌリッテヤグラム・ダンス村、ワンダーラ、ジャナパダ・ロカ、プラクルティ・クラブ&リゾート、オールド・バンガロール・リゾート、クラークス・エキゾティカ、ソウギャ・インターナショナル・ホリスティック・ヘルス・センターなどカルナータカ州バンガロール付近の名所 |
| 2013年4月22日  | マセル、ロマ、マフェテング、モハレス・フークなど ブダペスト、デブレツェン、セゲド、ミシュコルツ、ペーチ、ジェール、ニーレジハーザ、ケチケメート、セーケシュフェヘールヴァール、ソンバトヘイ、ソルノク、タタバーニャ、カポシュヴァール、エールド、ヴェスプレーム、ベーケーシュチャバ、ザラエゲルセグ、ショプロン、エゲル、ナジカニジャなど 残りの大部分を追加 残りの大部分を追加、現存するエリアをアップデート カリーニングラード エリア拡大 数か所のランドマーク パッタヤー、サッタヒープを南下し追加 屋久島 パンテッレリーア、ランペドゥーザ島の一部など 車公廟、香港海洋公園 キルケニー城 |
| 2013年5月20日  | Kaiserliche Wagenburg Wien、美術史博物館 ヒアシュプロング美術館、ニイ・カールスベルグ・グリプトテク美術館、コペンハーゲン国立美術館、スカーゲン博物館、トーヴァルセン美術館、デンマーク国立博物館 アテネウム美術館 マルロー美術館 クンストパラスト美術館 神学者聖ヨハネ修道院 オスロ国立美術館 スウェーデン国立美術館 バイエラー財団、ヌーシャテル民族学博物館 サーペンタイン・ギャラリー モルガン・ライブラリー 静岡公園、ヴェルニー公園、東京競馬場、真鍋庭園など |
| 2013年5月29日  | 9.11テロ記念碑・博物館、セントラル・パーク、ハリケーン・サンディによる被災地、ニューヨーク州の画像更新 |
| 2013年6月13日  | 富山県、石川県、鳥取県、島根県 ブラジル カナダ チリ デンマーク メキシコ シンガポール スペイン アメリカ合衆国 |
| 2013年6月24日  | ブルジュ・ハリーファ |
| 2013年6月28日  | 端島 |
| 2013年7月1日   | カナダ議会 |
| 2013年7月2日   | エリア拡大、高画質化 |
| 2013年7月9日   | イカルイト |
| 2013年7月15日  | 首相官邸・オフィス |
| 2013年7月16日  | エッフェル塔 |
| 2013年7月19日  | 瀬戸内海（岡山県・香川県諸島部）6島（犬島、粟島、伊吹島、男木島、高見島、豊島）、小豆島の一部（醤の郷、迷路のまち、坂手港）、高松琴平電気鉄道志度線 |
| 2013年7月23日  | 富士山登山道 |
| 2013年7月30日  | 小笠原諸島の観光地 |
| 2013年8月1日   | エミレーツ航空エアバスA380内部（ ドバイ国際空港にて） |
| 2013年8月14日  | リマ、ワチョ、トルヒーリョ、チクラーヨ、パイタ、ピウラ、アレキパ、スヤナ、パカズマヨ、ハエンなど アリカ、イキケ、カラマ、サンペドロ・デ・アタカマ、アントファガスタ、タルタル、チャニャラル、カルデラ、コピアポ、バエナル、ラ・セレナ、コキンボ、オバエ、アンダコージョ、コンバルバラ、イヤペル、サラマンカ、サン・フェリペ、ロス・アンデス、キンテロ、キヨタ、コンコン、カサブランカ、サン・アントニオ、ランカグア、クリコ、タルカ、リナレス、ロス・アンヘレス、ナシミエント、テムコ、オソルノ、プエルト・バラス、プエルトモント、カルブコ、アンクド、コイハイケ、アイセン、コクラネ追加、サンティアゴ大都市圏拡大など ターディス（テレビ番組「ドクター・フー」より） エリア拡大、画像更新 スラ・ヴィンヤーズ |
| 2013年8月21日  | 成都パンダ繁育研究基地 ヒューストン動物園 チャプルテペック動物園、サカンゴ動物園 ズーロフィコ・デ・アメリカーナ |
| 2013年8月27日  | クランバレーのバトゥ洞窟、緬佛寺、コーンウォリス要塞、カピタン・クリン・モスク、プトラスクエア、スルタン・サラディン・アブドゥル・アジズ・シャー・モスク、サンウェイラグーン、レイク・ガーデン・パークなど ハイデラバードのサイバー・パール、アセンダスITパーク、ISB |
| 2013年9月3日   | ボゴタ、バランキージャ、カルタヘナ、ククタ（一部）、ブカラマンガ、イバゲ、ペレイラ、サンタ・マルタ、モンテリア、ビリャビセンシオ、マニサレス、バジェドゥパル、ネイバ（一部）、アルメニア、シンセレホ、リオアチャ、トゥンハ、メデジン（特別な地域のみ）など アバエテトゥバ、アカラウ、アダマンティナ、アグレスティーナ、アーグァス・デ・シャペコー、アウチーニョ、アナニンデウア、アナポリス、アナスターシオ、アラカティ、アラリピーナ、アルコヴェルデ、アリケメス、バラ・ド・ガルサス、ベラ・ヴィスタ、ベレン、ボア・ヴィスタ、ボニート、ブラガンサ、カラポア、カセレス、カコアウ、カイコア、カジャゼイラス、カマプアン、カンポ・マイオル、カニンデー、カンサンサオ、カーネイリーノ、カスタニャウ、シネランディア、シポー、コンセイサン・ド・アラグアイア、コシム、クラテウス、クリスタリナ、クーニャ・ポラン、デスカンソ、エルドラド・ドス・カラジャース、フレデリコ・ウェストファレン、グァライー、グルピ、イコ、イグアトゥ、イニューマス、イノセンシア、イパメリ、イポラン・ド・オエステ、イラセミーニャ、イタピランガ、ジャラグア、ジャル、ジ・パラナ、ジュリオ・デ・カスティリョス、ジュサーラ、ラーゴ・ダ・ペードラ、ラーゴ・ド・ジュンコ、ラーゴ・ドス・ロドリゲス、ルイス・コヘイア、マカパ、マナウス、マサペー、ミゲウ・アウヴェス、ミランダ、ミラノーテ、モデーロ、モンテイロ、ネロポリス、ニケランディア、ノーヴァ・エレシン、ノーヴァ・ルッサス、ノーヴァ・ヴェネツィア、オロス、オウロ・ヴェルデ・デ・ゴイアス、パウマレス、パウミットス、パラグァスー・パウリスタ、パライーゾ・ド・トカンティンス、パルナイバ、パルナミリン、ペイシェ、ペスケイラ、ペトロリナ・デ・ゴイアス、ピメンタ・ブエノ、ピニャウジーニョ、ポランガトゥ、ポルト・ナシオナル、ポルト・ヴェーリョ、ケイマーダス、ランシャリア、レデンサン、レリウターバ、リバス・ド・リオ・パルド、リオブランコ、リオ・ブリリャンテ、ロリン・デ・モウラ、ロンドノポリス、サンタ・エレナ、サンタ・イネス、サンタ・キテーリア、サンタ・ローザ・デ・ゴイアス、サンタナ・ド・アカラウー、サン・ベネジト、サン・カエタノ、サン・ジョアン・ド・オエステ、サン・ミゲウ・ド・オエステ、サン・ライムンド・ノナト、サランジ、サウダーデス、セーハ・アウタ、セーハ・タリャダ、セルターニャ、ソヒーゾ、ソウザ、スー・ブラジル、タブレイロ・ド・ノルテ、チアングァー、トゥクルイ、トゥナポリス、トゥトイア、ウニアン、ウルアス、ヴェルデジャンテ、ヴィラ・ノヴァ・ドス・マルティーリョス、ビリェナ、ヴィトーリア・デ・サント・アンタン、ヴィトーリア・ド・メアリンなど エリア拡大 福島県大熊町、双葉町など エリア拡大 シュミット海洋研究所 ヴィエリチカ岩塩坑               |
| 2013年9月11日  | モトX |
| 2013年9月12日  | ガラパゴス諸島 |
| 2013年9月25日  | ムババーネ、マンジニ、ンランガーノ、シテキ、ビッグ・ベンドなど エリア拡大 金門県 エリア拡大、画像更新 欧州原子核研究機構 |
| 2013年9月26日  | エリア拡大、青森県、秋田県、栃木県、茨城県、三重県、和歌山県、山口県、大分県、佐賀県（47都道府県すべて公開）、茨城大学、サンシャイン水族館、日本大学生物資源科学部、パシフィコ横浜、遠鉄百貨店、熊野参詣道など |
| 2013年10月7日  | UCCA、金沙遺跡 韓国国立中央博物館 レッジャ・ディ・ヴェナリーア・レアーレ ジャン大公近代美術館 ブダペスト応用美術館 ヴェルサイユ宮殿 国際子ども美術館 |
| 2013年10月10日 | レイキャヴィーク、コーパヴォグル、ハフナルフィヨルズゥル、アークレイリ、ケプラヴィーク、モスフェットルスバイル、アクラネース、セールフォスなど エリア拡大 |
| 2013年10月28日 | テムズ川、HMSオセロット、ロンドン・ガトウィック空港 |
| 2013年11月14日 | ヴェネツィアなど エリア拡大 サーキット・オブ・ジ・アメリカズ、エリア拡大 |
| 2013年11月20日 | フマーユーン廟 埋葬の洞窟 ナショナル・モール、アラモ伝道所、イエローストーン国立公園、セコイア国立公園、グランドティトン国立公園、アーチーズ国立公園、ラシュモア山、デビルスタワー、バッドランズ国立公園、ジョシュア・ツリー国立公園、シグナル・マウンテンなど ルイブール要塞、モレーン湖、レイク・ルイーズなど |
| 2013年12月4日  | エリア拡大、画像更新 ナーン県など 首相府 シェイク・ザーイド・モスク シャリフ・ダルガー |
| 2013年12月6日  | イニョッチン庭園美術館、イベレ・カマルゴ美術館、モレイラ・サーレス資料館、イメージと音の博物館 ロスチャイルド邸、パリ工芸博物館 |
| 2013年12月11日 | Île Vache Marine、Peros Banhos アダムスタウン、ヘンダーソン諸島 La Boucle d'Absalon、Habitation Clement、サンタンヌ（一部） ロイド岬、Castle Rock Loop Trail、WISSARD Test Site、アリーナ谷、血の滝、マクマード基地、テイラー谷、ブル峠、ライト谷 パールアンドハーミーズ環礁、リシアンスキー島、レイサン島、ターン島、イースト島 |

サービス分布図
利用可能な地域
一部利用可能な地域
サービス開始予定地（公式）
サービス開始予定地（非公式）
博物館のみ利用可能な地域

Google ストリートビューは2007年5月25日にアメリカでサービスが開始され、以後各地の大都市・主要都市や国立公園でサービスを行い、アメリカでは全ての州が対象エリアである。また当該主要都市の郊外都市もサービス範囲に入っている。2008年7月2日にはアメリカ以外では初めてフランスとイタリアでサービスが開始され、ツール・ド・フランスの経路上とイタリア北西部のストリートビューが提供された。さらに将来はヨーロッパ、アジア、中南米、アフリカ諸国などの主要都市にも拡大される予定になっている。中でも、ヨーロッパ諸国では広範囲でサービス提供の予定がある。2008年4月16日には、ストリートビューはGoogle Earth 4.3に完全に対応した。

### 今後サービス拡大が予定される国および地域
| 大陸       | Googleのサイトに掲載されている国および地域 | メディアでの報道および非公式に発表された国 |
| ---------- | ------------------------------------------ | ------------------------------------------ |
| アフリカ   |                                            | - エチオピア - ナミビア                    |
| アジア     |                                            | - クウェート - オマーン                    |
| ヨーロッパ |                                            | - キプロス - ボスニア・ヘルツェゴビナ      |
| 南アメリカ |                                            |                                            |

## パートナープログラム
ディズニーランド・パリはテーマパークとして史上初めて、Google ストリートビューのサービスを提供した。以降、「パートナープログラム」として、広報、宣伝、広告を目的とした、施設や私有地の撮影が行われている。
2011年2月1日には、ニューヨーク近代美術館など世界16か所の美術館およびヴェルサイユ宮殿と提携してGoogle アートプロジェクトを開始している。18か月にわたって各美術館と協力してストリートビューの機材で展示室を撮影し、閲覧者が展示室の作品部分を拡大して高解像度で鑑賞できるようにしている。

## プライバシー問題
2008年5月13日からプライバシー対策として、画像に写っている歩行者の顔や車のナンバープレートにぼかしが入るようになっている。ぼかしは画像認識技術で自動的に施されているため、看板に写った人物や仏像にも入るケースがある。また、自宅の所有者が削除依頼を申請すれば建物全体にぼかしが入れられる。
公開した各国で「住宅地も写るためプライバシーを侵害している」という批判の声が多く上がり、アメリカ・ペンシルベニア州では住民がストリートビューで自宅内部を勝手に公開されたとしてGoogleを訴える事態も起こった。これに対しGoogleは裁判の中で「現代では完全なプライバシーなど存在しない」と反論を述べている。また、レドモンドのマイクロソフト・ラボ内で長時間撮影を続けて企業スパイと勘違いされたこともある。
日本においては都市計画法の条例の一つである第一種低層住居専用地域や第一種中高層住居専用地域にて、住民トラブルが起こっている。
ただし、肖像権については自動認識プログラムでぼかしを入れ修整することで解決する、とGoogle側はコメントしているものの、いまだ顔やナンバープレートの表示されている箇所などが報告されている。日本では家々の表札や店舗の電話番号が多く写っているほか、「関係者以外立入禁止」と明記されている道路や、女子校の敷地内にある道路など公道以外で撮影を行っていること、さらには横浜市の条例に違反する行為や自動車通行止めなど通行規制を無視して進入した事例も報告されている。東京都杉並区は2008年8月12日と11月7日にGoogleに対し「プライバシーへの配慮と削除要請への適切な対応」を申し入れており、東京都町田市、大阪府茨木市、北海道札幌市をはじめ全国の地方議会から何らかの規制検討や、撮影の事前告知を求めるといった内容の意見書提出も相次いでいる。福岡県弁護士会は2008年12月2日に「ストリートビューサービスの中止を求める声明」を出した。2009年2月3日に東京都の個人情報保護審議会にGoogle日本法人も出席し、「プライバシーについて詰めが甘かった」と釈明。今後は画像の公開前に該当地方自治体に知らせる意向を示すとともに、日本国外では公開前に官庁や自治体には事前説明していながら、日本では事前説明をしていなかったことも明かした。住宅街の撮影にも想像力が足りなかったとし、社内で議論を進めていると述べた。
この問題を受けGoogle日本法人は2009年5月13日に、これまで路上高さ2.45 mで撮影をしていたが、今後は40 cm低くし、塀の中が見えないとされる路上高さ2.05 mに変更して撮影し、今までに公開した画像は2.05 mで撮り直し順次置き換えてゆくと発表した。同時に数字などが判別できた車のナンバープレート画像にぼかし処理を施したり電話窓口も設ける対策も打ち出した。しかし、40 cm低くすると決定したにもかかわらず、2.45 mで撮影済みの未公開画像を公開するという、ちぐはぐな対応も指摘されている。これに関して総務省は、ぼかしがあればプライバシーや肖像権を侵さないとの見解を表明した。
日本以外でも、プライバシー権の活動家たちが、このサービスに反対している。この中では、ストリップクラブから出てきた男性、中絶クリニック前の反対運動家、ビキニで日光浴をする女性、公園のホームレス、子供を殴る親、公道から見えてしまう私有地内での生活風景など、写されている本人が世界に公開されたくない画像も大量に含まれていることも批判されている。また子どもを持つ親は、ストリートビューで安全が損なわれることを懸念している。Googleはこれに対しても、ストリートビューは公共空間から撮影されたものであると主張し、写っているものは全て公道から誰でも見ることのできるものとしている。サービス開始前にGoogleはドメスティックバイオレンスからのシェルター（保護機関）など公開されると困る施設を画像から除去し、サービス公開後は不適切な情景や人によっては敏感な問題のある情景を利用者がGoogleに通報して除去を行うよう要請できる措置を講じている。当初この手続きは、自分の写っている画像の除去のため、自分の身分証明書の写真提示を求められるなど煩雑であったが、後に簡素化された。しかし写っている本人が見れば問題になりそうな日光浴やアダルトショップを出入りする人の画像はなお残っている。
顔にぼかしを入れる機能は完全ではなく、2007年にGoogleはオーストラリアで人の顔や車のナンバープレートが分からないようにすると宣言したが、2008年8月のサービス開始時には顔もナンバープレートも未修整のものが多く残されていた。またGoogleは、連邦政府施設の集中するボルチモア＝ワシントンD.C.大都市圏でのストリートビューサービスを、アメリカ国土安全保障省から治安上敏感な建物も多いという要請も受け、リリースを遅らせた。国防総省からも米軍施設の画像を除去するよう要請を受け応じている。ミネソタ州セントポール郊外にあるノース・オーク市 (North Oaks, Minnesota) は、かつて市全体がゲーテッドコミュニティであり、部外者の進入を認めるようになった今も全域が住宅購入者の私有地であることから、Googleに対しストリートビューの削除を要請し、Googleはこれに従った。2009年11月にはスイスの連邦データ保護・情報コミッショナー (FDPIC) が、ストリートビューでの顔やナンバープレートのぼかしが不十分であることから改善勧告を行ってきたが受け入れられていないとしてGoogleを訴えることを明らかにした。
2009年、イギリスでストリートビューサービスが開始されたが、運用開始から24時間以内に数十枚の画像が削除要求を受けた。2009年3月3日、『タイムズ』紙は、バッキンガムシャーのブロートン村 (Broughton) にて、怒る住民にストリートビューカーが取り囲まれ、撮影を断念する事態があったことを報じた。
2010年5月には、Googleがストリートビューの情報収集中に、Wi-Fiのアクセスポイント情報だけでなく、暗号化されていない通信内容まで収集し記録していたことがドイツで明らかになり、各国で物議を醸し司法関係者から調査に入ることを示唆された。ドイツはこれに対し20万軒以上の住居の画像を掲載しないように要求を出した。日本でも2011年11月11日に総務省が再発防止を指導した。
2010年9月、チェコでは、プライバシー問題からGoogleは新しく画像を撮影することを禁止されたと報じられた。だが、これまでに撮影された画像の規制は行われなかった。2010年10月には、オーストラリアでの数か月に渡る当局からの捜査の末、ストリートビューはオーストラリアでの調査を終了した。

### 写るのが嫌なら引っ越せ発言
CNNのテレビ番組のインタビューで、GoogleのCEOエリック・シュミットが、ストリートビューのプライバシー問題に関して「ストリートビューに自宅が写っているのが嫌なら、引っ越せばいい」と発言。後日CNNはインタビューからこの部分を削除した。発言を削除したことについてCNNはGoogleからの要請ではなく自主的に削除したとしている。